# Lista uniwersytetów na Białorusi
W białoruskim systemie szkolnictwa wyższego istnieją obecnie następujące typy szkół wyższych:
- uniwersytet klasyczny,
- akademia, konserwatorium,
- instytut,
- szkoła wyższa.

Najwyższym organem doradczym w systemie szkolnictwa wyższego jest Republikańska Rada Rektorów Szkół Wyższych ((ros.) Совет Ректоров Республики Беларусь) powołana dekretem Prezydenta Republiki z dnia 8 lutego 2001 nr 71, której kompetencje i tryb postępowania określa Regulamin Republikańskiej Rady Rektorów. Rektorów uniwersytetów powołuje Rada Ministrów po zatwierdzeniu kandydatury przez Prezydenta.
Obecnie na Białorusi funkcjonuje 58 uczelni wyższych. W roku akademickim 2019/2020 w uczelniach publicznych kształciło się 244,4 tys. studentów, a w uczelniach niepublicznych 16,5 tys.
Według rankingu Webometrics (stan na styczeń 2021) najwyższą pozycję (710. miejsce) zajął Białoruski Uniwersytet Państwowy, następnie na liście znalazły się również Białoruski Narodowy Uniwersytet Techniczny (2877. miejsce) oraz Białoruski Państwowy Uniwersytet Informatyki i Radioelektroniki (3586. miejsce).
Poniższa lista przedstawia uczelnie typu uniwersyteckiego.

## Uniwersytety klasyczne
| Lp. | Nazwa | Siedziba           | Siedziba | Data założenia                                                                 | Liczba studentów | Rektor                         |
| --- | --- | ------------------ | -------- | ------------------------------------------------------------------------------ | ---------------- | ------------------------------ |
| 1.  | Baranowicki Uniwersytet Państwowy (Баранавіцкі дзяржаўны універcітэт)                                            | Baranowicze        |          | 23.06.2004                                                                     | 3273             | Wasilij Kocurko (od 2004)      |
| 2.  | Białoruski Uniwersytet Państwowy (Беларускі Дзяржаўны Універсітэт)                                               | Mińsk              |          | 30.10.1921                                                                     | 44 877           | Andriej Korol (od 2017)        |
| 3.  | Brzeski Uniwersytet Państwowy im. Aleksandra Puszkina (Брэсцкі дзяржаўны ўніверсітэт імя А.С. Пушкіна)           | Brześć             |          | 06.06.1945 – jako Brzeski Instytut Nauczycielski 12.08.1995 – jako uniwersytet | ok. 6000         | Anna Sender (od 2014)          |
| 4.  | Homelski Uniwersytet Państwowy im. Franciszka Skaryny (Гомельскі дзяржаўны універсітэт імя Ф. Скарыны)           | Homel              |          | 07.05.1930                                                                     |                  | Sergei Khakhomov (od 2016)     |
| 5.  | Grodzieński Uniwersytet Państwowy im. Janki Kupały (Гродзенскі дзяржаўны універсітэт імя Янкі Купалы)            | Grodno             |          | 22.02.1940                                                                     | 14 499           | Iryna Kiturka (od 2017)        |
| 6.  | Mohylewski Uniwersytet Państwowy im. Arkadzia Kuliaszowa (Магілёўскі дзяржаўны ўніверсітэт імя Аркадзя Куляшова) | Mohylew            |          | 01.07.1913                                                                     | ok. 4500         | Denis Duk (od 2017)            |
| 7.  | Poleski Uniwersytet Państwowy (Палескі дзяржаўны ўніверсітэт)                                                    | Pińsk              |          | 05.04.2006                                                                     | 3169             | Dunai Valery                   |
| 8.  | Połocki Uniwersytet Państwowy (Полацкі дзяржаўны ўніверсітэт)                                                    | Połock, Nowopołock |          | 1581 – jako kolegium jezuitów 1993 – jako uniwersytet                          | 15 000           | Dzmitry Lazouski               |
| 9.  | Witebski Uniwersytet Państwowy im. Piotra Maszeraua (Віцебскі дзяржаўны ўніверсітэт імя П.М. Машэрава)           | Witebsk            |          | 21.11.1910 – jako Zakład Nauczycielski 01.09.1995 – jako uniwersytet           |                  | Walancina Bahatyrowa (od 2020) |

## Uniwersytety specjalistyczne
| Lp.          | Nazwa | Siedziba | Siedziba | Data założenia                                                                     | Liczba studentów | Rektor                         |
| Rolnicze     | Rolnicze | Rolnicze | Rolnicze | Rolnicze                                                                           | Rolnicze         | Rolnicze                       |
| ------------ | --- | -------- | -------- | ---------------------------------------------------------------------------------- | ---------------- | ------------------------------ |
| 1.           | Białoruski Państwowy Uniwersytet Rolniczo-Techniczny (Беларускі дзяржаўны аграрны тэхнічны універсітэт)                                 | Mińsk    |          | 1954                                                                               |                  | Ivan Shyla (od 2013)           |
| 2.           | Grodzieński Państwowy Uniwersytet Rolniczy (Гарадзенскі дзяржаўны аграрны ўніверсітэт)                                                  | Grodno   |          | 17.01.1951                                                                         | 19 951           | Vitold Pestis                  |
| Ekonomiczne  | |          |          |                                                                                    |                  |                                |
| 1.           | Białoruski Państwowy Uniwersytet Ekonomiczny (Беларускі дзяржаўны эканамічны ўніверсітэт, БДЭУ)                                         | Mińsk    |          | 20.05.1933                                                                         | 21 000           | Vyacheslav Shutsilin (od 2019) |
| 2.           | Białoruski Handlowo-Ekonomiczny Uniwersytet Współpracy Konsumenckiej (Беларускі гандлёва-эканамічны універсітэт спажывецкай кааперацыі) | Homel    |          | 1964                                                                               |                  | Sviatlana Lebedzeva            |
| Medyczne     | |          |          |                                                                                    |                  |                                |
| 1.           | Białoruski Państwowy Uniwersytet Medyczny (Беларускі дзяржаўны медыцынскі ўніверсітэт)                                                  | Mińsk    |          | 1921 – jako wydział Białoruskiego Uniwersytetu Państwowego 1930 – jako uniwersytet | 6513             | Sergey Rubnikovich             |
| 2.           | Homelski Państwowy Uniwersytet Medyczny (Гомельскі дзяржаўны медыцынскі універсітэт)                                                    | Homel    |          | 14.11.1990 – jako instytut 13.06.2003 – jako uniwersytet                           | 3805             | Igor Stomia (od 2020)          |
| 3.           | Uniwersytet Medyczny w Grodnie (Гарадзенскі дзяржаўны медыцынскі ўніверсітэт)                                                           | Grodno   |          | 09.08.1958                                                                         | 2500             | Elena Krotkova (od 2020)       |
| 4.           | Witebski Państwowy Uniwersytet Medyczny (Віцебскі дзяржаўны медыцынскі універсітэт)                                                     | Witebsk  |          | 01.11.1934                                                                         | ok. 7000         | Anatoliy Shchastniy (od 2015)  |
| Pedagogiczne | |          |          |                                                                                    |                  |                                |
| 1.           | Białoruski Państwowy Uniwersytet Pedagogiczny im. Maksima Tanka (Беларускі дзяржаўны педагагічны універсітэт імя Максіма Танка)         | Mińsk    |          | 22.06.1914 – jako Miński Instytut Nauczycielski 08.09.1993 – jako uniwersytet      | 19 977           | Alexander Zhuk (od             |
| 2.           | Mozyrski Uniwersytet Pedagogiczny (Мазырскі дзяржаўны педагагічны універсітэт імя І. Шамякіна)                                          | Mozyrz   |          | 1944 – jako instytut 2002 – jako uniwersytet                                       | ok. 6000         | Valery Naunyka                 |
| Techniczne   | |          |          |                                                                                    |                  |                                |
| 1.           | Białoruski Narodowy Uniwersytet Techniczny (Беларускі нацыянальны тэхнічны універсітэт)                                                 | Mińsk    |          | 10.12.1920 – jako instytut politechniczny 01.04.2002 – jako uniwersytet            |                  | Sergey Kharitonchik            |
| 2.           | Białoruski Państwowy Uniwersytet Technologiczny (Беларускі дзяржаўны тэхналагічны універсітэт)                                          | Mińsk    |          | 01.06.1930 – jako Instytut Leśny BPAGW w Homlu 1993 – jako uniwersytet             | 13 000           | Igor Voitov (od 2016)          |
| 3.           | Białoruski Państwowy Uniwersytet Informatyki i Radioelektroniki (Беларускі дзяржаўны ўніверсітэт інфарматыкі і радыёэлектронікі)        | Mińsk    |          | 27.02.1964 – jako instytut 16.11.1993 – jako uniwersytet                           | 16 000           | Wadim Bogusz (od 2018)         |
| 4.           | Brzeski Państwowy Uniwersytet Techniczny (Брэсцкі дзяржаўны тэхнічны універсітэт)                                                       | Brześć   |          | 1966 – jako instytut 2000 – jako uniwersytet                                       | 4000             | Aliaksandr Bakhanovich         |
| 5.           | Państwowy Uniwersytet Techniczny im. Pawła Suchoja (Гомельскі дзяржаўны тэхнічны універсітэт імя П.В. Сухога)                           | Homel    |          | 1968 – jako wydział 1998 – jako uniwersytet                                        | 9000             | Sergei Timoshin                |
| 6.           | Witebski Państwowy Uniwersytet Techniczny (Віцебскі дзяржаўны тэхнічны універсітэт)                                                     | Witebsk  |          | 1965                                                                               | 7000             | Andrei Kuznetsov               |